# Ковяри
Ковяри (укр. Ков'ярі) — село в Солонковской сельской общине Львовского района Львовской области Украины.
Население по переписи 2001 года составляло 101 человек. Занимает площадь 0,36 км². Почтовый индекс — 81131. Телефонный код — 3230.